# Vals en mi major, op. post. (Chopin)
El Vals en mi major de Frédéric Chopin és un dels seus valsos menys coneguts, descobert en la carpeta que contenia obres musicals que el compositor no volia publicar. Va ser escrit cap al 1830 i publicat el 1861. És el segon dels valsos de Chopin publicats pòstumament i no té número d'opus pòstum; el primer va ser el Vals en mi menor. Apareix en el catàleg Brown com a B. 44, en el catàleg Kobylańska com a KK IVa/12, i en Chomiński (pl) com a P1/12.